# Carlos Ruiz Herrero
Carlos Ruiz Herrero (né le 7 juin 1948 à Bilbao au Pays basque espagnol) est un joueur de football espagnol.

## Biographie

### Carrière de club
Ruiz joue en tout onze saisons avec le club de sa ville natale de l'Athletic Bilbao (plus une dans l'équipe B du club, le Bilbao Athletic), qu'il rejoint en 1969 en provenance du club basque du CD Getxo. Le 12 septembre 1970, il fait ses débuts avec l'équipe première, entrant pour quelques minutes lors d'un nul 1–1 contre le Barça.
Lors des saisons suivantes, Ruiz est l'une des pièces maîtresse du club, mais n'est pas tout le temps titulaire. Lors de la saison 1974–75, il inscrit 19 buts en 32 matchs (remportant le trophée de Pichichi, meilleur buteur de la saison), et le club finit 10e du championnat. Le 18 mai 1977, il inscrit les deux buts de la victoire 2–1 à domicile contre le grand club italien de la Juventus FC en finale de la coupe UEFA 1976-1977 (il marque cinq buts au total dans la compétition), mais les Italiens remportent le trophée aux buts marqués à l'extérieur.
Ruiz inscrit ensuite 16 buts lors de la saison 1977–78, mais souffre de nombreuses blessures qui ruinent la suite de sa carrière. Il prend sa retraite durant l'été 1982 à l'âge de 34 ans, après une saison passée à l'Espanyol Barcelone. Il a un total de 233 matchs joués et de 233 buts inscrits dans la Liga.

### Carrière internationale
Ruiz ne fut jamais capé en équipe A avec l'Espagne, mais a joué un match avec l'équipe d'Espagne espoirs. Ce fut lors d'un match contre les espoirs yougoslaves à Elche, à l'Estadio Manuel Martínez Valero.

## Palmarès

### Club
- Coupe d'Espagne : 1972–73
- Finaliste de la coupe UEFA : 1976–77

### Individuel
- Pichichi : 1974–75